# Nevejsko sedlo
Nevejsko sedlo (italijansko Sella Nevea, furlansko Nevee), 1195 mnm, leži na stiku gorskih skupin Kanina in Viša. S prelaza se spušča na vzhod Rabeljska dolina, na zahod pa Reklanska dolina. Kraj Na Žlebeh je razvodje med Jadranskim in Črnim morjem.
V zadnjem času postaja kraj pomemben smučarski center. Tu obratuje več žičnic in vlečnic. Na samem prelazu stoji tudi več hotelov in koča Divisione Julia. Prelaz je pomembno planinsko izhodišče, saj leži prav na sredini med Kaninsko in Viševo skupino.

## Poimenovanja
Namesto izvirnega slovenskega zemljepisnega imena Na Žlebeh se na novejših zemljevidih občasno pojavlja ime »Nevejski preval« (npr. na zemljevidu Julijske Alpe, zahodni del, GZS), kar je izpeljano iz italijanskega imena Sella Nevea (sella = sedlo, prelaz, preval, neve = sneg, torej zasneženo/snežno sedlo). Kot večina zemljepisnih imen na tem območju je slovensko ime (Na Žlebeh) starejše kot italijansko (Sella Nevea).

## Dostop
Dostop je možen po cesti, ki je prevozna vse leto, iz Rablja (12 km), iz Rateč (30 km), ali pa Kluž po dolini Reklanice (16 km).